# Musée du tapis (Kairouan)
Pour les articles homonymes, voir Musée du tapis (homonymie).
Le musée du tapis est un musée situé à Kairouan en Tunisie.

## Bâtiment
Le bâtiment, qui se trouve au sud de la médina de Kairouan, abrite le musée du tapis et la délégation régionale de l'Office national de l'artisanat.

## Collections

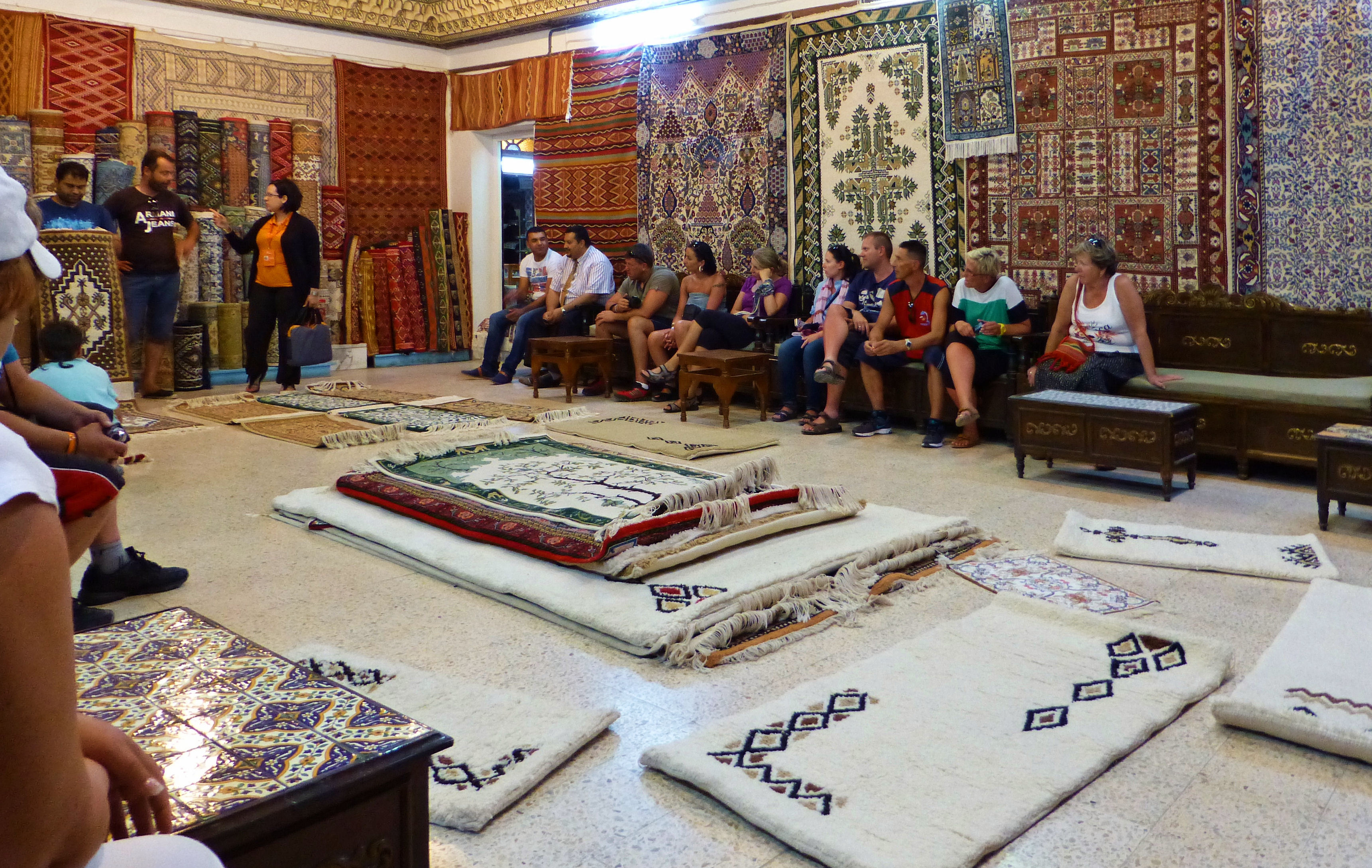
Salle du musée du tapis.

Le musée renferme plus de cent pièces représentant le tapis de Kairouan, y compris des originaux des XVIIIe et XIXe siècles. Le musée aborde plusieurs aspects tels que les matières, les techniques ou les motifs utilisés. Il possède également une collection d’ustensiles en cuivre et d'objets décoratifs caractéristiques de l'artisanat tunisien.